# F. J. Ossang
F. J. Ossang, pseudonimo di Jacques Plougeaut (7 agosto 1956), è un regista, poeta, cantante, scrittore, sceneggiatore e montatore francese attivo nella scena underground.

## Biografia
Dopo un'infanzia nel Cantal, si trasferisce a Tolosa verso la metà degli anni '70. Lì inizia la sua attività artistica, scrivendo componimenti poetici e dirigendo una rivista letteraria, Cée, durata sette numeri, fino al 1979, dove perora le opere di Stanislas Rodanski, misconosciuto poeta del dopoguerra espulso dal movimento surrealista con l'accusa di "settarismo" e internato in un ospedale psichiatrico per il resto dei suoi giorni. Tra gli altri suoi beniamini dell'epoca si annoverano Bernard Noël, William S. Burroughs, Claude Pélieu e Jean-Christophe Bailly. Pubblica la sua prima raccolta di poesie, Eclair de sang, all'età di 17 anni. Fonda anche un'etichetta indipendente, la Cée Éditions (gioco di parole su sédition, sedizione in francese). Come scrittore, si colloca per certi aspetti, oltre che vicino a Burroughs e alla Beat Generation, ad autori francesi come Céline, Artaud, Jacques Vaché, Lautréamont e Rimbaud.
La scoperta del punk offre ad Ossang un nuovo modo di incanalare l'afflato poetico: fonda il gruppo DDP (De la Destruction Pure), con cui suona dal 1977 al 1979. Nel 1980 crea al suo posto i Messageros Killers Boys (MKB) o anche Boy al singolare, particolarmente noto nel movimento punk francese per l'album Split realizzato con il gruppo parigino Lucrate Milk nel 1984. Tuttavia, rapidamente lo stile musicale di MKB si allontanò dal punk e si avvicinò a quello che può essere descritto come no wave e musica industriale, vicina a esempi britannici come i Cabaret Voltaire o i Throbbing Gristle.
Nel 1980, giudicando temporaneamente esaurita la parentesi musicale, si trasferisce a Parigi e si iscrive all'IDHEC all'età di 23 anni per studiare cinema. Durante i suoi anni all'IDHEC (1982–84), dirige tre film in bianco e nero: il cortometraggio La Dernière Énigme (1982), vero e proprio manifesto dove attinge a tutte le proprie ispirazioni letterarie, politiche e cinematografiche, tra cui Del terrorismo e dello stato di Gianfranco Sanguinetti, Burroughs e il situazionismo; il corto Zona inquinata ou La vie n'est qu'une sale histoire de cow-boy (1983), interpretato dal poeta Robert Cordier, che si confronta con le dichiarazioni del gruppo Killing Joke, e con i Tuxedomoon, Throbbing Gristle e MKB in colonna sonora; e la sua tesi di laurea, L'Affaire des divisions morituri (1984), un lungometraggio su di un gruppo di "gladiatori urbani" che Serge Kaganski ha definito «cugino post-punk di celluloide [...] dei Pistols e i Joy Division».
Dopo questi primi film, lascia Parigi e viaggia, dedicandosi nuovamente alla scrittura. Pubblica in questo periodo il suo romanzo Génération Néant, scritto nei primi anni ottanta dopo il fallimento dell'esame di ammissione all'IDHEC, e rifiutato per un decennio da tutte le case editrici. Il romanzo si ispira a La Victoire à l'ombre des mots di Rodanski, un altro testo poetico "travestito" da commistione tra spy story e romanzo rosa.
Debitore del cinema muto ed espressionista, specialmente nei confronti di Ėjzenštejn e Murnau, Ossang ha affrontato diversi generi nel corso della sua carriera da regista, come la fantascienza e l'avventura ne Le Trésor des Îles Chiennes (1990) o il noir e il road movie in Docteur Chance (1997), che è stato anche il suo primo ed unico film a colori. Nei suoi film, oltre alla sua musa ispiratrice e compagna Elvire, hanno recitato cantanti o personalità estranee al cinema come Helno dei Négresses Vertes (Docteur Chance), Joe Strummer dei Clash (Docteur Chance), il pugile Stéphane Ferrara (Le Trésor des Îles Chiennes e Dharma Guns) e Guy McKnight degli Eighties Matchbox B-Line Disaster (Dharma Guns).
Per il cortometraggio Silêncio ha ricevuto il Premio Jean Vigo nel 2007, mentre per il suo ultimo film (9 Doigts) ha vinto il Pardo d'argento per la miglior regia al Festival di Locarno nel 2017. Con Dharma Guns, è stato in concorso ad Orizzonti alla 67ª Mostra del cinema di Venezia, mentre con Silêncio lo è stato alla Quinzaine del 60º Festival di Cannes.

## Filmografia

### Lungometraggi
- L'Affaire des divisions morituri (1985)
- Le Trésor des Îles Chiennes (1990)
- Docteur Chance (1997)
- Dharma Guns (2010)
- 9 Doigts (2017)

### Cortometraggi
- La Dernière Énigme (1982)
- Zona inquinata ou La vie n'est qu'une sale histoire de cowboy (1983)
- Silêncio (2007)
- Ciel éteint! (2008)
- Vladivostok (2008)